# Tridiagonális mátrix
A matematika lineáris algebra nevű ágában tridiagonális mátrix (esetleg kontinuánsmátrix) a neve az olyan négyzetes mátrixnak, amelyben csak a főátlón és a mellette található két átló mentén vannak nullától különböző elemek. 
Például a következő mátrix tridiagonális:
{\displaystyle {\begin{pmatrix}1&4&0&0\\3&4&1&0\\0&2&3&4\\0&0&1&3\\\end{pmatrix}}.}
Matematikai nyelven úgy mondjuk, hogy aij = 0 minden olyan (i, j) esetén, melyekre teljesül az |i − j| > 1 feltétel. 
A tridiagonális mátrix voltaképpen egy felső és alsó Hessenberg-mátrix.
Ilyen mátrixok lépnek fel például a parciális differenciálegyenletek végeselem diszkretizációjánál. 

## Tulajdonságok

### Determináns
Egy n-dimenziós tridiagonális T mátrix determinánsát
{\displaystyle f_{n}={\begin{vmatrix}a_{1}&b_{1}\\c_{1}&a_{2}&b_{2}\\&c_{2}&\ddots &\ddots \\&&\ddots &\ddots &b_{n-1}\\&&&c_{n-1}&a_{n}\end{vmatrix}}}
a következő rekurzív képlet segítségével lehet kiszámítani:
{\displaystyle f_{n}=a_{n}f_{n-1}-c_{n-1}b_{n-1}f_{n-2}}
ahol f0 = 1 és f-1 = 0.

### Inverz
Egy adott T nem szinguláris tridiagonális mátrix
{\displaystyle T={\begin{pmatrix}a_{1}&b_{1}\\c_{1}&a_{2}&b_{2}\\&c_{2}&\ddots &\ddots \\&&\ddots &\ddots &b_{n-1}\\&&&c_{n-1}&a_{n}\end{pmatrix}}}
inverzét a következőképpen lehet kiszámolni:
{\displaystyle (T^{-1})_{ij}={\begin{cases}(-1)^{i+j}b_{i}\cdots b_{j-1}\theta _{i-1}\phi _{j+1}/\theta _{n}&{\text{ ha }}i\leq j\\(-1)^{i+j}c_{j}\cdots c_{i-1}\theta _{j-1}\phi _{i+1}/\theta _{n}&{\text{ ha }}i>j\\\end{cases}}}
ahol θi teljesíti az alábbi rekurzív feltételt:
{\displaystyle \theta _{i}=a_{i}\theta _{i-1}-b_{i-1}c_{i-1}\theta _{i-2}\quad {\text{ , }}i=2,3,\ldots ,n}
θ0 = 1, θ1 = a1 kezdőállapottal. ϕi pedig teljesíti a
{\displaystyle \phi _{i}=a_{i}\phi _{i+1}-b_{i}c_{i}\phi _{i+2}\quad {\text{ , }}i=n-1,\ldots ,1}
feltételt ϕn+1 = 1 és ϕn = an kezdőállapottal.

## Numerikus megoldás
Szemléletesen, legyen adott az alábbi egyenlet. 
{\displaystyle {\begin{pmatrix}d_{1}&c_{1}&0&0&...&0&0&0\\e_{1}&d_{2}&c_{2}&0&...&0&0&0\\0&e_{2}&d_{3}&c_{3}&...&0&0&0\\...&...&...&...&...&...&...&...\\...&...&...&...&...&...&...&...\\0&0&0&0&...&e_{n-2}&d_{n-1}&c_{n-1}\\0&0&0&0&...&0&e_{n-1}&d_{n}\\\end{pmatrix}}{\begin{pmatrix}x_{1}\\x_{2}\\x_{3}\\...\\x_{n-1}\\x_{n}\end{pmatrix}}={\begin{pmatrix}b_{1}\\b_{2}\\b_{3}\\...\\b_{n-1}\\b_{n}\end{pmatrix}}}
Az ilyen típusú egyenletrendszereket legkönnyebb a Thomas-algoritmussal megoldani, ami tulajdonképpen a Gauss-kiküszöbölés tridiagonális mátrixra egyszerűsített változata. Először sorrendben eltüntetjük az átló alatti elemeket, és az átlón levő elemeket egységnyire normalizáljuk. Első lépésben: {\displaystyle c_{1}^{\prime }={c_{1}}{\frac {c_{1}}{d_{1}}}\quad ;\quad b_{1}^{\prime }={\frac {b_{1}}{d_{1}}}}. Ezután, a többi {\displaystyle i={\overline {2,n}}} elemre végrehajtjuk a{\displaystyle c_{i}^{\prime }={\frac {c_{i}}{d_{i}-e_{i}c_{i-1}^{\prime }}}\quad ;\quad b_{i}^{\prime }={\frac {b_{i}-e_{i}b_{i-1}}{d_{i}-e_{i}c_{i-1}}}} transzformációkat. Ezek eredményeképpen a
{\displaystyle {\begin{pmatrix}1&c_{1}^{\prime }&0&0&...&0&0&\\0&1&c_{2}^{\prime }&0&...&0&0&\\0&0&1&c_{3}^{\prime }&...&0&0&\\...&...&...&...&...&...&...\\...&...&...&...&...&...&...\\0&0&0&0&...&1&c_{n-1}^{\prime }\\0&0&0&0&...&0&1\\\end{pmatrix}}{\begin{pmatrix}x_{1}\\x_{2}\\x_{3}\\...\\x_{n-1}\\x_{n}\end{pmatrix}}={\begin{pmatrix}b_{1}^{\prime }\\b_{2}^{\prime }\\b_{3}^{\prime }\\...\\b_{n-1}^{\prime }\\b_{n}^{\prime }\end{pmatrix}}}
rendszert kapjuk, melyet hátulról előre haladva könnyen megoldhatunk: {\displaystyle x_{n}=b_{n}^{\prime }\quad ;\quad x_{i}=b_{i}^{\prime }-x_{i+1}c_{i}^{\prime }\quad (i={\overline {n-1,1}})} . 
Ha figyelembe vesszük, hogy a mátrixban elfoglalt helyek alapján {\displaystyle d_{i}=a_{ii}\quad ;\quad e_{i}=a_{ii-1}} és {\displaystyle c_{i}=a_{ii+1}}, akkor a fenti módszert a következő algoritmussal valósíthatjuk meg:
 1: function Thomas( in: (aij ),(bi) out: (xi) i, j = 1, n )
 2:   a12 ← a12/a11
 3:   b1 ← b1/a11
 4:   for i ← 2 to n − 1 do
 5:      aii+1 ← aii+1 / (aii − aii−1 ai-1i)
 6:      bi ← (bi − aii−1 bi−1)/(aii − aii−1 ai−1i)
 7:      aii−1 ← 0
 8:   end for
 9:   bn ← (bn − ann−1 bn−1)/(ann − ann−1 an−1n)
10:   xn ← bn
11:   for i ← n − 1 to 1 do
12:       xi = bi − xi+1 aii+1
13:   end for
14:   return (xi)
15: end function

Memóriakihasználás szempontjából természetesen célszerűbb, ha nem az egész mátrixot, hanem csak a nemnulla c, d és e elemeket tároljuk. Ebben az esetben az algoritmus a következőképpen alakul:
 1: function THOMAS2( in: (ci),(di),(ei),(bi) out: (xi) i, j = 1, n )
 2:   c1 ← c1/d1
 3:   b1 ← b1/d1
 4:   for i ← 2 to n do
 5:     ci ← ci/(di − ei ci−1)
 6:     bi ← (bi − ei bi−1)/(di − ei ci−1)
 7:   end for
 8:   xn ← bn
 9:   for i ← n − 1 to 1 do
10:     xi = bi − xi+1 ci
11:   end for
12:   return (xi)
13: end function

Megjegyezzük, hogy a Thomas-algoritmus könnyen általánosítható szélesebb sávos mátrixokra is.

### Példa
Példaképpen tekintsük a 
{\displaystyle {\begin{pmatrix}12&3&0&0&0\\3&6&4&0&0\\0&4&5&2&0\\0&0&1&2&8\\0&0&0&4&5\\\end{pmatrix}}{\begin{pmatrix}x_{1}\\x_{2}\\x_{3}\\x_{4}\\x_{5}\\\end{pmatrix}}={\begin{pmatrix}1\\1\\2\\3\\2\\\end{pmatrix}}}
tridiagonális rendszert. A Thomas-algoritmus alkalmazásával átalakíthatjuk ezt egy 
{\displaystyle {\begin{pmatrix}1&0.25&0&0&0\\0&1&0.7619&0&0\\0&0&1&1.0244&0\\0&0&0&1&8.2\\0&0&0&0&1\\\end{pmatrix}}{\begin{pmatrix}x_{1}\\x_{2}\\x_{3}\\x_{4}\\x_{5}\\\end{pmatrix}}={\begin{pmatrix}0.0833\\0.1429\\0.7317\\2.325\\0.2625\\\end{pmatrix}}}
egyszerűen megoldható rendszerré. A visszahelyettesítések alapján megoldásnak az 
{\displaystyle x={\begin{pmatrix}0.1535\\-0.2806\\0.5558\\0.1718\\0.2626\\\end{pmatrix}}}
értékeket kapjuk.